# Michael Whalen

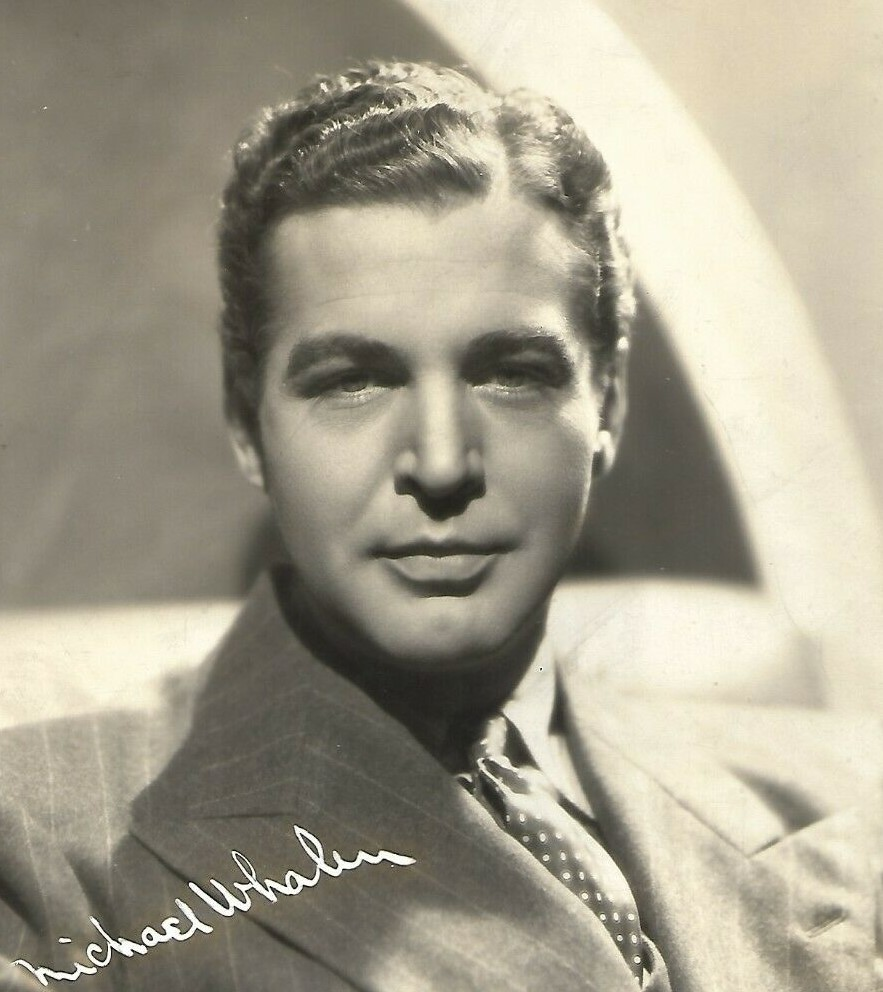
Michael Whalen

Joseph Kenneth Shovlin, mais conhecido como Michael  Whalen (Wilkes-Barre, 30 de junho de 1902 — Los Angeles, 14 de abril de 1974), foi um ator estadunidense.
Em 1936, atuou em "Poor Little Rich Girl", no papel de Richard Barry, pai de Barbara Barry (Shirley Temple).